# Grammostola pulchra
Grammostola pulchra é uma espécie de aranha pertencente à família Theraphosidae (tarântulas).
Comportamento: pouco agressiva e dificilmente libera pêlos
Hábito: errante
Ambiente: semi-árido
A caranguejeira negra brasileira, Grammostola pulchra é um animal muito recomendado para criadores e colecionadores principiantes, por ser muito calma e robusta e por poder ser de fácil adaptação em ambiante doméstico.
É originária da região sul do Brasil e Uruguai, mas não é vendida no Brasil, pois sua comercialização é proibida, sendo, contudo, muito procurada nos Estados Unidos.